# كيني ورمالد
كينيث إدغار «كيني» ورمالد (بالإنجليزية: Kenny Wormald)‏ (ولد في 27 يوليو 1984) راقص ونجم تلفزيون الواقع وممثل أمريكي.

## روابط خارجية
- كيني ورمالد على موقع IMDb (الإنجليزية)
- كيني ورمالد على موقع ألو سيني (الفرنسية)
- كيني ورمالد على موقع تيرنر كلاسيك موفيز (الإنجليزية)
- كيني ورمالد على موقع أول موفي (الإنجليزية)
- كيني ورمالد على موقع بوكس أوفيس موجو (الإنجليزية)
- كيني ورمالد على موقع قاعدة بيانات الأفلام السويدية (السويدية)
- كيني ورمالد على موقع قاعدة بيانات الفيلم (الإنجليزية)
- كيني ورمالد على موقع كينوبويسك (الروسية)